# Новогвинейская кампания

Американский бомбардировщик A-20 атакует японские корабли во время битвы в море Бисмарка, (март 1943)

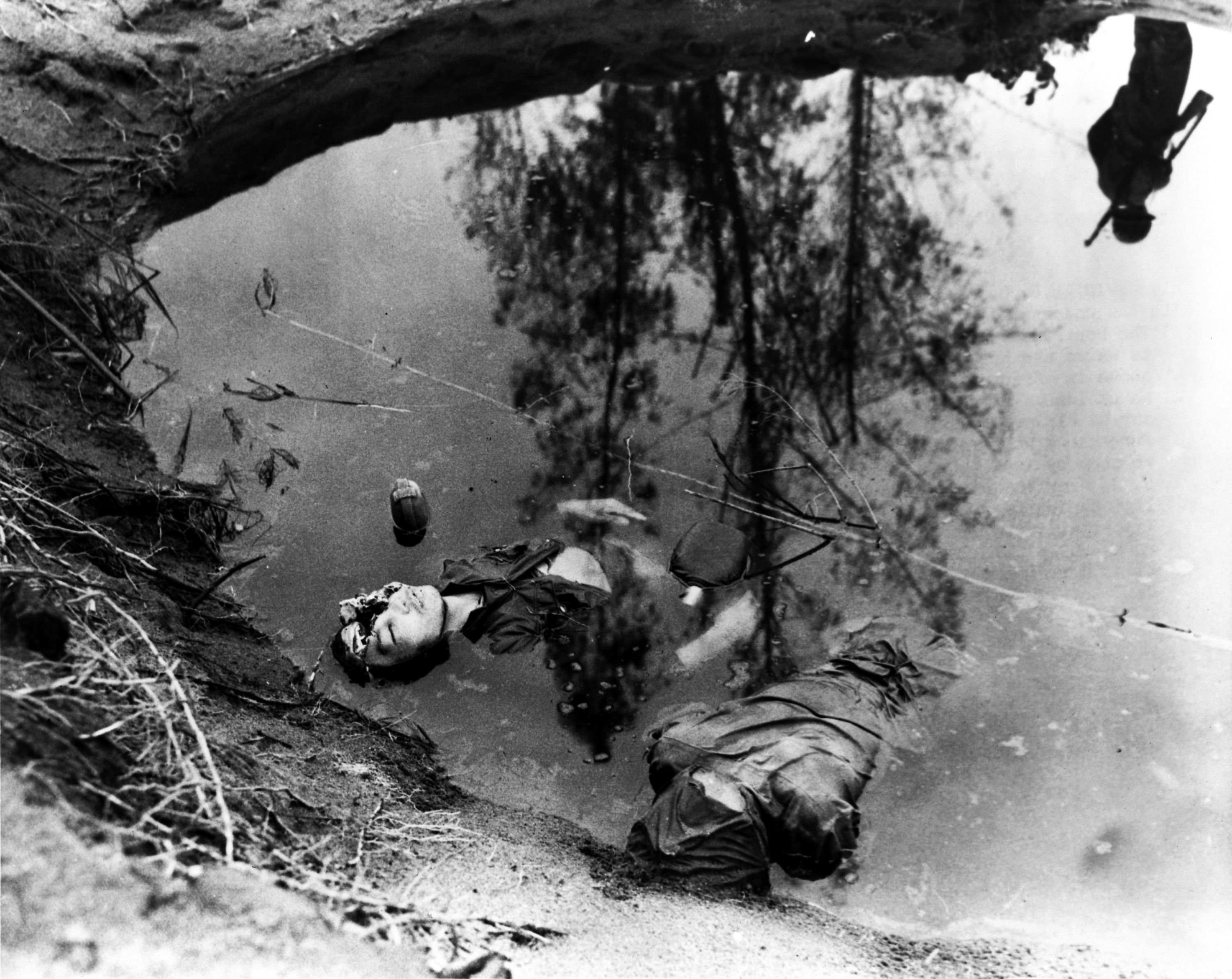
2 убитых японских солдата в воде

Новогвинейская кампания (1942—1945) — одна из основных кампаний на Тихоокеанском театре военных действий во время Второй мировой войны.
Японские войска высадились в Папуа 7 марта 1942 года у Лаэ и Саламауа и 21-22 июля 1942 в районе Буны—Гоны. Началась серия сражений, известная как Битва за Кокоду.
В июле 1942 года 17-я японская армия начала на Новой Гвинее масштабное наступление, чтобы захватить её главный город Порт-Морсби. Главные силы японцев наступали по тропе Кокода, а помочь им должен был морской десант в заливе Милн. Однако японская десантная операция оказалась неудачной.
Японцы всё же почти вышли к Порт-Морсби, но проблемы на Гуадалканале заставили командование начать отступление. Японские войска на Новой Гвинее были подчинены созданной 9 ноября 1942 года 18-й армии генерал-лейтенанта Адати.
К середине ноября 1942 года австралийцам и американцам удалось блокировать силы противника на небольшом приморском плацдарме на северо-востоке Новой Гвинеи.
К 23 января 1943 года 7-я австралийская дивизия, 32-я и часть 41-й дивизии США очистили от японцев район Буны—Гоны, потеряв 8 500 чел. при 12-тысячных японских потерях.
В сражениях в Новой Гвинее позже участвовали 5-я, 7-я и 9-я австралийские дивизии и 6-я армия США при поддержке 5-го и 7-го флотов США с весны 1943 года до конца сентября 1944 года.
С апреля 1944 года союзные силы резко изменили тактику ведения боевых действий и вместо прямых атак на японские позиции стали высаживать десанты в глубоком тылу противника, отрезая таким образом крупные группировки японских войск. В сочетании с господством союзников на море и воздухе это привело фактически к полной блокаде японских сил на Новой Гвинее, что поставило японские войска в крайне тяжелое положение. Из-за почти полного отсутствия снабжения японцы на острове были доведены до голода и начали вымирать. Из-за болезней, полного отсутствия продовольствия и медикаментов большая часть японских потерь на Новой Гвинее были небоевыми. Голод в ряде случаев доводил японских солдат до людоедства.
В ходе Новогвинейской кампании японцы потеряли свыше 202,100 человек погибшими, большей частью умершими от голода и болезней.